# Ophrah
Ophrah (en hebreo: עֹפְרָה‎), ( /ˈɔːfrə/ o  /ˈɒfrə/) es un nombre de la Biblia hebrea que significa "un cervatillo" dado a: 
- Una ciudad de la  Tribu de Benjamín18:23, probablemente idéntica a Efrón13:19 y EfraínJuan 11:54, la moderna Palestina ciudad de Taybeh. El asentamiento israelíi de Ofra está también cerca del lugar. Según Epifanio, estaba situado a 8 kilómetros al este de la ciudad de Betel.[1]
- "Ofra de los Abi-ezritas", una ciudad de la Manasés, a 6 millas (10 km) al suroeste de Siquem, residencia de Gedeón.[2];[3]. Después de su gran victoria sobre los Madian, mató en este lugar a los reyes cautivos[4]. Luego asumió la función de sumo sacerdote y trató de hacer de Ofra lo que Shiloh debería haber sido. Esto "se convirtió en una trampa" para Gedeón y su casa. Después de la muerte de Gedeón, su familia residió aquí hasta que fueron ejecutados por el hijo de Gedeón Abimelec[5]. Se identifica con Ferata.
- Un nieto de  Othniel Ben Kenaz, mencionado en[6].